# Gedenkraam koning Willem II in Tilburg
Het gedenkraam koning Willem II is een gedenkteken in de Nederlandse stad Tilburg.

## Achtergrond
In 1909 werd herdacht dat koning Willem II zestig jaar daarvoor in Tilburg was overleden. Het college van burgemeester en wethouders kwam met het voorstel om een glas-in-loodraam te laten maken "als eene dankbare herinnering aan den Koning, die voor Tilburg steeds was de Koninklijke Vriend en Weldoener". Het was bovendien een jubileumjaar voor de stad, dat in 1809 stadsrechten had gekregen van koning Lodewijk Napoleon Bonaparte. Kort nadat de gemeenteraad akkoord ging met het voorstel werd prinses Juliana geboren.
Centraal figuur in het raam is de koning, zoals hij ook te zien is op het ruiterstandbeeld in Luxemburg (1884) en Den Haag (1924) van Antonin Mercié en Victor Peter, te paard en met zijn steek in de hand. Tilburg kreeg na de plaatsing van dat laatste beeld in Den Haag het oorspronkelijke beeld van Willem II in bezit, dat werd geplaatst op de Heuvel. De beeltenis van de koning en zijn schimmel vertoont sterke overeenkomsten met het schilderij dat Nicaise De Keyser in 1846 in opdracht van de koning maakte.
Dr. B. Dijksterhuis, directeur van de Rijks-HBS Willem II, bedacht de thematiek voor het raam. Het ontwerp en de uitvoering was in handen van het atelier F. Nicolas en Zonen in Roermond. Het raam werd in juli 1909 geplaatst bovenaan een monumentale trap in het oude stadhuis. Toen dat in 1971/1972 werd gesloopt, werd het raam een aantal jaren opgeslagen in het stadsarchief in het Paleis-Raadhuis. In 1976 werd het herplaatst in het nieuwe Stadskantoor 1.

## Beschrijving
Centraal figuur in het raam is koning Willem II in uniform met diverse eretekenen, gezeten op een schimmel. Aan de rechterkant achter het paard is het paleis te zien waar de koning overleed, op de linkerzijde wordt de Heikese kerk getoond. De koning lijkt door een soort van triomfboog heen te rijden, met op de zuilen het zestiende-eeuwse wapen en het huidige wapen van Tilburg. Om het geheel heen zijn de wapens te zien van de bezitters van de heerlijkheid Tilburg en Goirle. Bovenaan prijkt het wapen van Nederland, met het devies Je maintiendrai.
Met een opschrift in een cartouche wordt het raam aan de koning gewijd: 

WILLEM II KONING DER NEDERLANDEN
HY HAD ONZE STAD LIEF. IN DANKBARE HERINNE
RING EEREN WY HEM ALS ONZEN WELDOENER

In de onderste rand van het raam worden de jaartallen 1809 en 1909 vermeld en het opschrift: "IN HET JAAR ONZES HEEREN 1909, TOEN WILHELMINA WAS KONINGIN DER NEDERLANDEN EN PRINSES JULIANA WERD GEBOREN, IS DIT GEDENKRAAM IN HET GEMEENTEHUIS VAN TILBURG GEPLAATST ALS HULDE AAN HET VOORGESLACHT"

## Afbeeldingen

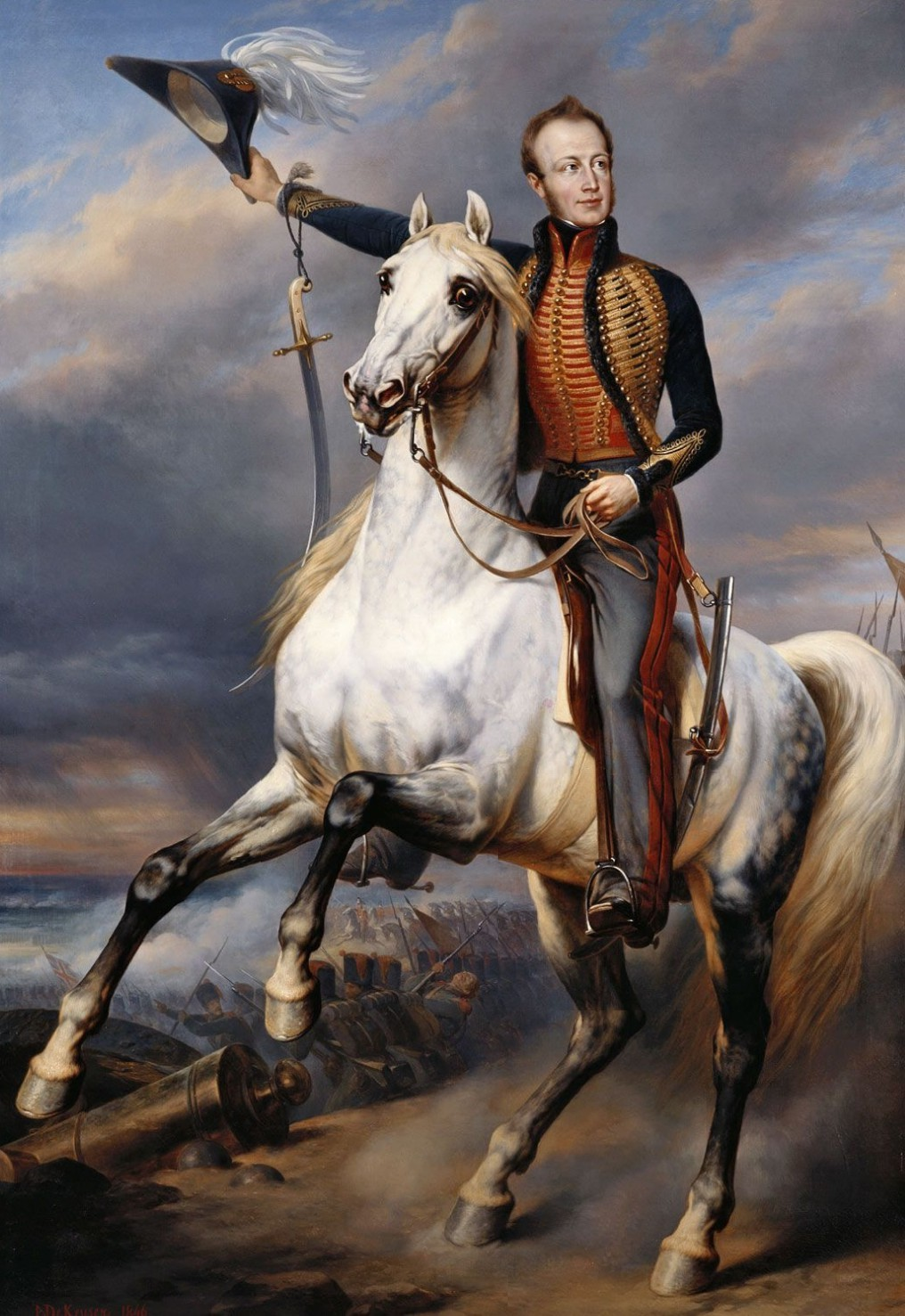
Willem II door Nicaise De Keyser (1846)
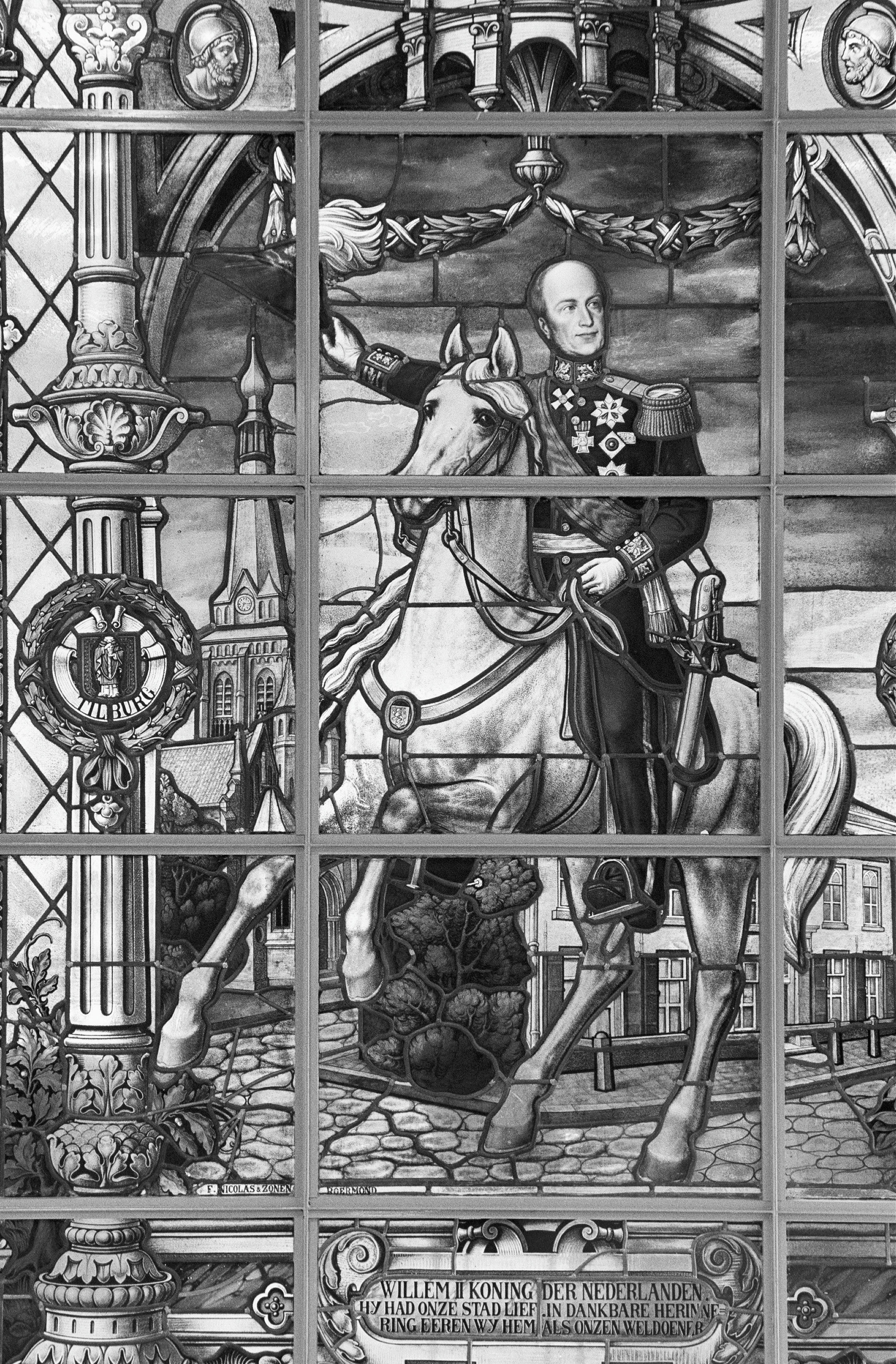
Detail van het raam